# パンゲア・ウルティマ大陸

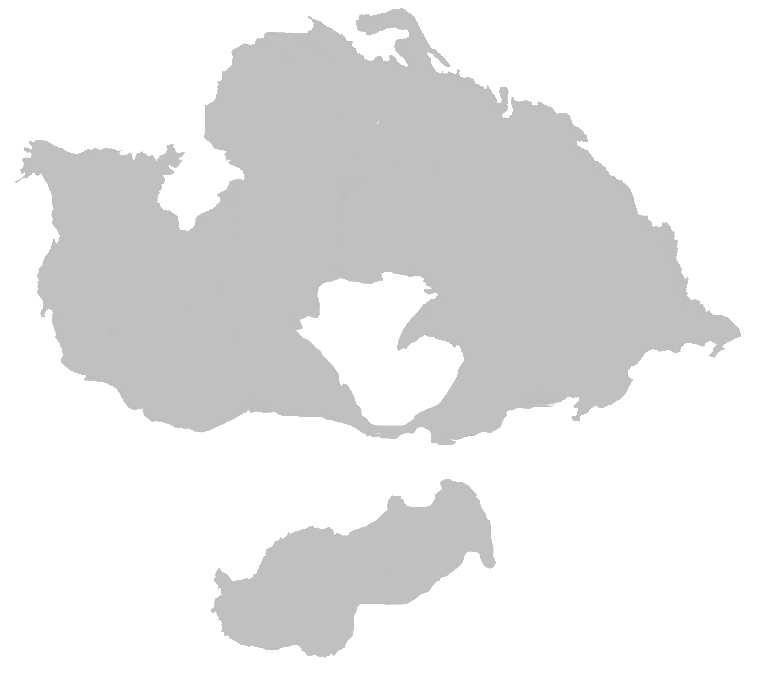
パンゲア・ウルティマ大陸の形状。下が南極+オーストラリア、左が北アメリカ+南アメリカ、真中の上がアフリカ+ヨーロッパ、右がアジア

パンゲア・ウルティマ大陸（パンゲア・ウルティマたいりく、Pangaea Ultima）とは、約2億5000万年後から約4億年後にかけて形成されると考えられている超大陸の形態の一つである。名前は過去の超大陸であるパンゲア大陸に倣ったもので、「最後のパンゲア」「最終的なパンゲア」の意味。パンゲア・プロクシマ大陸（パンゲア・プロクシマたいりく、Pangea Proxima、「次のパンゲア」）と呼ばれることもある。
超大陸の定義は明確ではないが、一般的に複数の陸塊が合体して一つの大きな大陸になったものを指す。中でも過去20億年の間に4回か5回、地球上の全ての（あるいはほぼ全ての）大陸が集まった超大陸が形成されたと推定されており、パンゲア・ウルティマ大陸もこの意味での超大陸である。

## 予測されるシナリオ
パンゲア・ウルティマ大陸のシナリオでは、将来アメリカ大陸の東海岸の西大西洋に海溝ができて沈み込みが始まり、大西洋中央海嶺が沈み込み、その後大西洋海盆が消滅して、大西洋が閉じることになり、現在アフリカ大陸とユーラシア大陸から離れつつある北アメリカ大陸、南アメリカ大陸が、再びアフリカ大陸とユーラシア大陸の方へ戻ってきて合体するだろうと考えられている。かつてのパンゲア大陸では北アメリカとヨーロッパ、南アメリカとアフリカが隣接していたが、アフリカ大陸はその後ずっとヨーロッパを押し上げるように北上し続けているため、北アメリカは今度はアフリカと衝突し、南アメリカはアフリカの南側に回り込んでその端がインドシナ半島付近に達する。オーストラリア大陸と南極大陸については、東アジアに衝突するか独立した大陸のまま残るか予想が分かれている。
ブリストル大学の研究グループによる気候モデルのシミュレーションでは、パンゲア・ウルティマ大陸の大部分は気温が40℃から50℃に達する極めて高温で乾燥した気候となり、哺乳類が生存可能な領域は8 - 16 %程度であると予想されている。これは、2億5000万年後には現在と比べて日射量は2.5 %増加し、二酸化炭素の量は1.5倍に、また超大陸は赤道付近に形成されると考えられ、火山活動も活発になるとのシミュレーション結果に基づく。超大陸パンゲア・ウルティマが形成されるとき、哺乳類の時代は終わるかもしれないとされることもある。
将来の大陸配置がこのようになることは必ずしも確実ではない。他のシナリオとしては、大西洋が拡大を続けてアメリカ、アジア、オーストラリアが衝突、太平洋がほとんど完全に消滅して超大陸ができるとするものがある。この説では形成される超大陸はアメイジア大陸またはノヴォパンゲア大陸と呼ばれている。